# Unleashed Memories
Unleashed Memories este cel de-al doilea album al formației italiene de gothic metal Lacuna Coil.

## Track listing
| Nr. | Titlu                   | Versuri               | Muzică                                   | Lungime |  |
| 1.  | „Heir of a Dying Day”   | Cristina Scabbia      | Marco Coti Zelati                        | 4:59    |  |
| 2.  | „To Live Is to Hide”    | Andrea Ferro, Scabbia | Zelati                                   | 4:34    |  |
| 3.  | „Purify”                | Scabbia               | Marco Biazzi, Cristiano Migliore, Zelati | 4:36    |  |
| 4.  | „Senzafine”             | Ferro, Scabbia        | Zelati                                   | 3:53    |  |
| 5.  | „When a Dead Man Walks” | Scabbia               | Zelati                                   | 5:54    |  |
| 6.  | „1.19”                  | Scabbia               | Zelati                                   | 4:58    |  |
| 7.  | „Cold Heritage”         | Scabbia               | Zelati                                   | 5:23    |  |
| 8.  | „Distant Sun”           | Scabbia               | Zelati                                   | 5:29    |  |
| 9.  | „A Current Obsession”   | Scabbia               | Zelati                                   | 5:20    |  |
| 10. | „Wave of Anguish”       | Ferro                 | Migliore, Zelati                         | 4:40    |  |

| North American bonus tracks (Halflife EP) |                         |                   |                |         |  |
| Nr.                                       | Titlu                   | Versuri           | Muzică         | Lungime |  |
| 11.                                       | „Halflife”              | Ferro, Scabbia    | Zelati         | 5:00    |  |
| 12.                                       | „Trance Awake”          | Cristiano Mozzati | Zelati         | 2:00    |  |
| 13.                                       | „Senzafine”             | Scabbia           | Zelati         | 3:55    |  |
| 14.                                       | „Hyperfast”             | Ferro, Scabbia    | Biazzi, Zelati | 4:57    |  |
| 15.                                       | „Stars” (Dubstar cover) | Steve Hillier     | Hillier        | 4:37    |  |

| 2011 re-issue bonus track |                |         |                  |         |  |
| Nr.                       | Titlu          | Versuri | Muzică           | Lungime |  |
| 11.                       | „Lost Lullaby” | Scabbia | Migliore, Zelati | 5:03    |  |

### Reissue Enhanced CD content
1. Photo gallery and Wallpapers

## Clasamente
| Clasament           | Poziție |
| ------------------- | ------- |
| German Albums Chart | 72      |